# Wonder Woman : Hiketeia
Wonder Woman : Hiketeia (Wonder Woman: The Hiketeia) est un roman graphique écrit par Greg Rucka et illustré par J.G. Jones aux éditions DC Comics. C'est le premier travail de Rucka sur le personnage de l'Amazone, avant qu'il ne devienne le scénariste de la série Wonder Woman un an plus tard. L'édition reliée américaine sort en 2002, et la première traduction francophone sort l'année suivante.

## Histoire éditoriale
Avant de commencer son run de trois ans sur Wonder Woman (volume 2), avec le n°195 en 2003, Greg Rucka commence à travailler sur le personnage un an auparavant, dans le one-shot Wonder Woman: The Hiketeia. Bien que ce soit l'un de ses personnages préférés, Rucka a souligné qu'entrer dans la tête de Wonder Woman était « cruel ». Pour le roman graphique, il a décidé de ne pas parler de Wonder Woman, mais plutôt de la façon dont elle était perçue, une approche qu'il a continué à employer lors de son travail sur la série,.
Comparé à son travail ultérieur, The Hiketeia a offert une présentation très limitée de Wonder Woman, se concentrant sur ce que Rucka lui-même considérait comme une seule facette du personnage. En présentant l'œuvre comme une tragédie, Rucka entendait révéler le côté impuissant de Wonder Woman - dévoilé par la situation intenable - et ses plus sombres côtés. Son travail sur la série qui suivit, a permis de développer des situations plus variées, et donc plus de facettes de Wonder Woman.

## Résumé
Wonder Woman : Hiketeia est une tragédie grecque moderne du devoir et de la vengeance. Lorsque Wonder Woman participe à un ancien rituel appelé Hiketeia, elle est tenue par l'honneur de protéger et de prendre soin éternellement d'une jeune femme nommée Danielle Wellys. Mais lorsque Wonder Woman apprend que Danielle a tué les trafiquants qui ont assassiné sa sœur, elle se retrouve soudain à devoir combattre Batman qui est à la recherche de la fugitive. Les Érinyes la menacent également de représailles si le Hiketeia n'est pas honoré. Prise dans une situation sans issue, Wonder Woman doit choisir entre rompre un serment sacré et tourner le dos à la justice.

## Origine et sens du motHiketeia
Le terme hiketeia (ἱκετεία) renvoie à un ancien rituel de la Grèce antique où une personne recherche protection auprès d'un dieu ou d'un autre être humain (qu'il soit de la même classe sociale ou pas). C'est un abaissement de soi. Le suppliant (hikétēs) se met à la merci de la divinité ou de la personne. Les gestes sont très ritualisés. Si la personne recevant la supplique l'accepte, les deux parties devront respecter chacune des obligations.
L'hiketeia est réalisé lors de situation désespérée, lorsque le suppliant n'a aucun moyen de marchander.

## Accueil

### Ventes
Hiketeia est la 4e meilleure vente du mois de sa sortie en nombre d'unités vendues.

### Critiques
Sorti en 2002, le roman graphique est bien accueilli à la fois par les fans et les critiques. Comics Worth Reading le considère comme « la meilleure histoire de Wonder Woman » et IGN le cite dans sa liste des « 9 meilleurs comics de Wonder Woman ». Les lecteurs ont fait l'éloge du traitement par Rucka de Diana en tant que personne réelle, et non en une caricature idéalisée de la féminité, capturant sa voix en tant qu'Amazone et princesse étrangère qui n'était ni distante ni réservée. Au lieu de cela, sa représentation a été félicitée pour avoir montré Diana comme attentionnée, sérieuse, capable de réflexion (sans égocentrisme) et même d'humour. Le travail de J.G. Jones sur les illustrations, ainsi que sur le découpage et la composition, a également été salué,.

## Publications francophones
- Greg Rucka (trad. Jérôme Wicky), Wonder Woman Hiketeia, Paris, Semic, août 2003, 100 p. (ISBN 2-84857-026-1, BNF 39237373)
- Greg Rucka (Contient The Hiketeia), Greg Rucka présente Wonder Woman : Terre à terre, t. 1, Paris, Urban comics, coll. « DC Signatures », février 2017, 296 p. (ISBN 978-2-36577-527-4, BNF 45218556)

### Sur le rituel d'Hiketeiadans la Grèce antique
- [Gould 2003] (en) John Gould, Myth, Ritual, Memory, and Exchange: Essays in Greek Literature and Culture, Oxford University Press, 2003, 423 p. (ISBN 978-0-1992-6581-7, lire en ligne ), chap. 2 (« Hiketaia »), p. 22-73
- (en) William Wians, Logos and Muthos: Philosophical Essays in Greek Literature, SUNY Press, 2 juillet 2010, 289 p. (ISBN 978-1-4384-2743-0, lire en ligne ), p. 164-165